# Tomasz Osmulski
Tomasz Osmulski (ur. 13 marca 1982 w Łodzi) – polski lekkoatleta, średniodystansowiec, medalista Mistrzostw Polski.

## Kariera sportowa
W latach 1997–2007 zawodnik Łódzkiego Klubu Sportowego trenujący pod okiem trenera Wernera Proske. Od 2007 zawodnik Rudzkiego Klubu Sportowego trenujący u Stanisława Jaszczaka.

## Osiągnięcia
17 lutego 2007 podczas 48. Halowych Mistrzostw Polski Seniorów w Lekkoatletyce odbywających się w Spale zdobył brązowy medal w biegu na 1500 metrów. 
10 marca zdobył brązowy medal w biegu na 4 km podczas 85. Mistrzostw Polski w Biegach Przełajowych, które odbyły się w Bydgoszczy.
21 lipca 2013 podczas 89. Mistrzostw Polski Seniorów w Lekkoatletyce, które odbyły się w Toruniu zdobył brązowy medal w biegu na 1500 metrów z czasem 3:39,80 dając mu tym samym klasę mistrzowską. 
22 lutego 2014 w Ergo Arenie w Sopocie, gdzie odbyły się 58. Halowe Mistrzostwa Polski Seniorów w Lekkoatletyce, zdobył srebrny medal w biegu na 1500 metrów.
Podczas 87. Mistrzostw Polski w biegach przełajowych, które zostały rozegrane 22 marca w Iławie, zdobywa pierwszy złoty medal w swojej karierze Mistrzostw Polski w biegu na 4 km. 5 maja 2019 wygrał polską edycję biegu Wings for Life uzyskując 14 wynik na świecie (55,59 km). 8 maja 2022 wygrał chorwacką edycję biegu Wings for Life uzyskując 13 wynik na świecie (57,65 km). 7 maja 2023 wygrał drugi raz z rzędu chorwacką edycję biegu Wings for Life uzyskując wynik (50,69 km). 

## Rekordy życiowe
| Konkurencja                     | Wynik    | Data             | Miejsce            |
| ------------------------------- | -------- | ---------------- | ------------------ |
| bieg na 400 metrów przez płotki | 54.68    | 27 maja 2006     | Kutno              |
| bieg na 400 metrów              | 50.50    | 14 czerwca 2006  | Płock              |
| bieg na 800 metrów              | 1:51.75  | 4 września 2004  | Szczecin           |
| bieg na 1000 metrów             | 2:26.47  | 4 maja 2014      | Łódź               |
| bieg na 1500 metrów             | 3:39.80  | 21 lipca 2013    | Toruń              |
| bieg na 3000 metrów             | 8:15.71  | 25 sierpnia 2012 | Częstochowa        |
| bieg na 5000 metrów             | 14:22.28 | 13 maja 2012     | Częstochowa        |
| bieg na 10 000 metrów           | 30:25.61 | 3 maja 2011      | Lidzbark Warmiński |
| półmaraton                      | 1:09:35  | 29 marca 2015    | Pabianice          |